# Shabab Oman II
RNOV Shabab Oman II (Mládí Ománu) je trojstěžňový klipr královského námořnictva Ománu, sloužící jako školní loď. Nový klipr nahradil starší školní loď stejného jména, postavenou v roce 1971. Posádku lodi tvoří 58 osob a 34 rekrutů (kadetů).

## Stavba
Stavba lodi byla objednána u nizozemské loděnice Damen Schelde Naval Shipbuilding (DSNS). Trup byl postaven pobočkou loděnice Damen v rumunském Galați, poté byla loď odvlečena do loděnic Damen ve Vlissingenu a tam dokončena. Plavební zkoušky byly úspěšně dokončeny v červenci 2014.

## Konstrukce
Trojstěžňová loď s plným ráhnovým oplachtěním, tzv. plnoplachetník. Trup je ocelový, stěžňoví a ráhnoví ocelové a hliníkové. Pevné lanoví a část pohyblivého je z ocelových lan. Základní oplachtění tvoří16 ráhnových plachet, 9 stěhových plachet a vratiplachta; za slabého větru může loď navíc napnout přídavné závětrové plachty na výsuvných ráhnech. Plachty mají plochu 2700m². Pomocný pohonný systém pohání dva lodní šrouby. Loď má tři diesel-elektrické generátory, moderní navigační a komunikační zařízení a je plně klimatizovaná.